# Daniel Fridell
Carl Daniel Fridell, född 31 mars 1967 på Södermalm, Stockholm, är en svensk författare, regissör, manusförfattare och filmproducent. Hans filmer har presenterats på festivaler som Toronto, SXSW, Montreal, Tokyo, Telluride, Mar Del Plata och Busan, och har mottagit utmärkelser som HBO Prize, Nordisk Film Prize och flera Guldbaggar. Hans film Under ytan med Mikael Persbrandt och Johanna Sällström i huvudrollen vann två Guldbaggar.
Under 2025 ska det enligt Svensk Bokhandel ges ut en bok om skandalen "Think Pink", Sveriges genom tiderna största miljöbrottsmål, där Bella Nillson är en av de åtalade. Boken "Queen of trash" skrivs av Daniel Fridell och journalisten Nina Silventoinen.
I November 2024 kom Daniel Fridell och Börge Hellströms deckare "Schackspelaren" ut som bok, den första i en serie av sex böcker i en serie som kallas "Anonyma kriminella".
I november 2024 kom också boken "Samarbeta eller dö", en biografi skriven av Kim Berglund i samarbete med Daniel Fridell och Theodor Lundgren som gavs ut av Forum förlag. Boken handlar om Kim Berglunds tid i Thailand, där han blev dömd till döden och fick sitta i fängelse i flera år inan han blev fri. Kim Berglund hävdar att han blev utsatt för olaglig brottsprovokation av svensk polis och amerikanska DEA och har stämt den svenska staten angående det.
2023 skrev Daniel Fridell boken "Ett ord för Blod" tillsammans med Theodor Lundgren baserad på poeten Faysa Idles berättelse om sitt liv i skuggan av gängvåldet. Boken blev hyllad i pressen och fick omnämnande som "Årets bok", "Den viktigaste boken på åratal". Boken blev också en av årets mest sålda biografier.
År 2019 skrev han tillsammans med Ola Brising "Svartenbrandt" om Lars Inge Svartenbrandts liv.
2017 skrev Fridell tillsammans med Ypg-soldaten Rafael Kardari "Med livet som insats" om kurdernas kamp mot Isis och slaget om Kobane.
Fridell påbörjade sin filmkarriär 1993 vid Kulturama Film Academy i Sverige. I samarbete med skådespelaren Liam Norberg och regissören Peter Cartriers använde de skolans kameror på natten för att skapa filmen "Sökarna" (1993). Filmen nådde förstaplatsen på biotopplistorna i hela Skandinavien. Sedan regisserade Fridell "Cry", en urban Romeo & Julia-historia. "Cry" tävlade vid Tokyo Film Festival och vann flera priser, inklusive Bästa Ungdomsfilm vid Rotterdam Film Festival.
Fridell tillbringade början av 1990-talet vid European Filmakademie i Berlin, där han studerade under Wim Wenders och Jan de Bont. Han fortsatte senare sina studier i Los Angeles under De Bonts mentorskap och samtidigt gick han med på Judith Weston Academy for Directors and Actors i Santa Monica.
Efter "Under Ytan" (1997) gjorde han filmen "Dubbel-8" (2000), som valdes officiellt till Toronto Film Festival. Under början av 2000-talet skrev och regisserade Fridell filmerna "Bloodbrothers" (2005) med Noomi Rapace och Guldbaggebelönade "Säg att du älskar mig" (2006).
Fridell har även producerat och skrivit TV-serierna "Chock" (1997) och serien "En klass för sig" 2000. Han bidrog också till manuset för "Hair of the Dog" (2005), en uppföljare till den Oscarsnominerade "Mitt liv som hund", och vare en av producenterna till "Rånarna" (2003) och "Exit" (2006).
I mitten av 2000-talet övergick Fridell från mörka dramer till dokumentärer och skräck. Han medförfattade och producerade den japanska skräckfilmen "Apartment 1303" (2007) tillsammans med manusförfattaren Kei Ohishi, känd för "The Grudge", och medregisserade den amerikanska nyinspelningen "Apartment 1303 3D" (2011) med Misha Barton. År 2011 regisserade Fridell dokumentären "El Medico: The Cubaton Story", som vann Bästa Dokumentär vid New York International Latino Film Festival och HBO-priset för bästa film. 2016 regisserade han dokumentären Pappas Flicka för SVT, 2019 dokumentär-true crime-serien "Svartenbrandt" för TV4 och 2021 "Killing Versace" och producerade dokumentären Blackout.

## Böcker (i urval)
- 1993 – Sökarna
- 1995 – 30 November
- 2017 – Kampen mot Isis
- 2019 – Svartenbrandt

## Regi (i urval)
- 1993 – Sökarna
- 1995 – 30:e november
- 1997 – Under ytan
- 2000 – En klass för sig (TV-serie)
- 2000 – Dubbel-8
- 2005 – Blodsbröder
- 2006 – Säg att du älskar mig
- 2013 – El Médico – the Cubaton Story
- 2016 – Pappas flicka (dokumentär)
- 2018 – Svartenbrandt (True crime serie)

## Filmmanus(i urval)
- 1993 – Sökarna
- 1995 – 30:e november
- 1997 – Under ytan
- 2000 – Dubbel-8
- 2006 – Säg att du älskar mig

## Producent
- 1995 – 30:e november
- 1997 – Under ytan
- 2003 – Rånarna
- 2006 – Apartment 1303 (medproducent)
- 2006 – Säg att du älskar mig
- 2013 – Cubaton El Medico